# Охта-центр
«О́хта-центр» (до марта 2007 — «Газпро́м-си́ти») — нереализованный проект делового квартала госконцерна «Газпром» в Санкт-Петербурге, на правом берегу Невы, в Красногвардейском районе, в муниципальном округе Малая Охта. Сдача предполагаемой архитектурной доминанты — небоскрёба высотой 396 метров — была намечена на 2012 год. Проект вызвал у специалистов и жителей города ряд нареканий и в итоге был отменён на стадии проведения подготовительных работ на местности. В марте 2011 года «Газпром» приобрёл участок в другом месте города — Лахте, где в 2012 году началось строительство его офисного здания, соответственно названного Лахта-центр, по проекту с ещё большей высотностью.

## Общие сведения о проекте
Впервые проект Охта-Центра был представлен в ноябре 2006 года, на конкурсной выставке Научно-исследовательского музея Российской академии художеств. При этом трое из четырёх архитекторов (Норман Фостер, Кисё Курокава и Рафаэль Виноли) вышли из состава жюри, так как считали, что возведение небоскрёба такой высоты в непосредственной близости от исторического центра города нарушит его гармонию. На конкурсе были представлены 6 разных проектов, по итогам голосования, выиграл проект британского архитектурного бюро RMJM London. 22 декабря 2006 года со студией был заключен контракт на развитие концепции строительства.
По официальным итогам опросов среди населения, ни один проект не понравился 13,6 % опрошенных, RMJM London limited получил 24,6 %; Studio Daniel Libeskind LLC — 23,4 %; Ateliers Jean Nouvel — 15 %.
Общая площадь «Охта-центра» должна была составить 66,5 га площадь застройки — 1 млн м². Площади общественного-делового района распределись следующим образом: 35 % площади было отведено под общественные функции, 49 % — под бизнес-функции и 16 % под офисы «Газпрома» и дочерних компаний. Район должен был состоять из трёх зон:

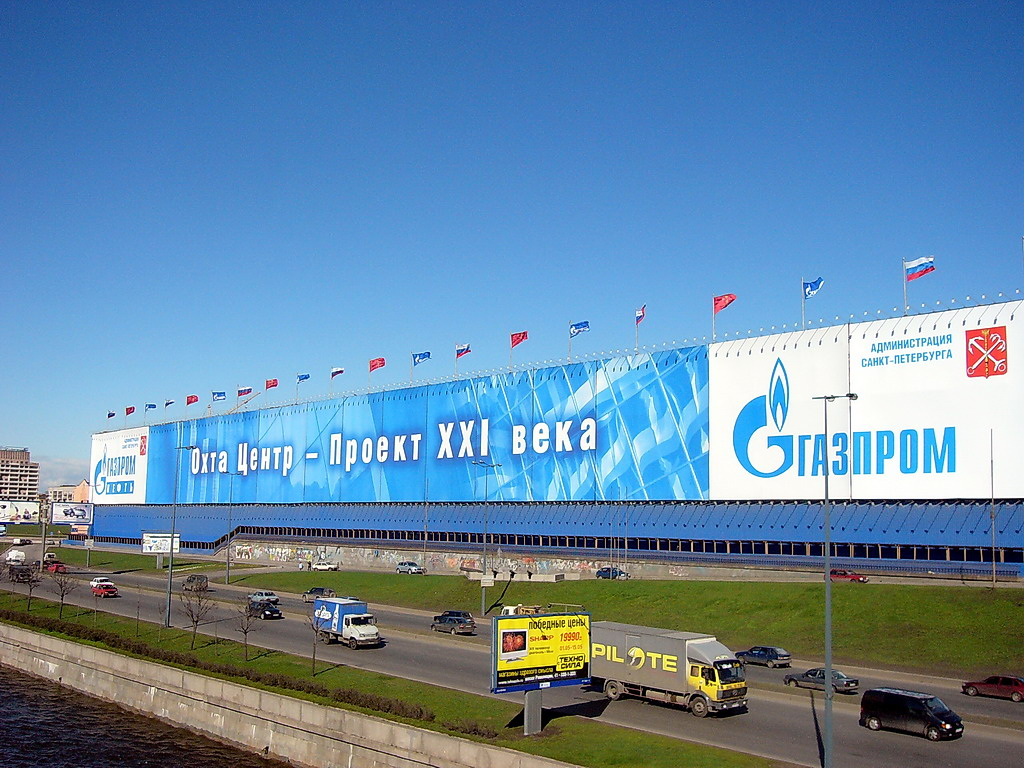
Высокий забор на месте демонтажа старых зданий

Сначала город собирался полностью профинансировать строительство небоскрёба, однако позже, в соответствии с новой версией закона, город должен был оплатить 49 % стоимости строительства, прежде всего социальные объекты, которые стали бы собственностью города. В октябре 2009 года, город отказался от финансирования проекта в пользу строительства стадиона на Крестовском острове. Несмотря на формальное отсутствие участия города в строительстве небоскрёба, фактически он строился бы из городского бюджета на средства, которые Санкт-Петербург разрешает Газпрому удерживать.
Несмотря на то, что в конце 2007 года, Газпром и федеральные каналы развернули кампанию по продвижению проекта на телевидении, противники строительства стали инициировать судебные разбирательства, но все суды заказчиком строительства были выиграны. Так, 6 июля 2007 года в городском суде Петербурга прошли слушания по признанию законности строительства «Охта центра». Группа активистов «Движения гражданских инициатив» (ДГИ), ведущая борьбу с уплотнительной застройкой в центре города, выступила против строительства административно-делового центра. По их мнению, это нарушает права граждан на информацию и обсуждение вопросов общественной жизни, а также права на благоприятную окружающую среду. Это был первый из многочисленных судебных исков, инициированных оппонентами строительства, и до отмены проекта суды всех инстанций неизменно признавали строительство законным. Основные претензии были связаны с нахождением на территории строительства «Охта-центра» памятника «Шведская крепость Ниеншанц», который охраняется законом с 2001 года. В процессе долгих судебных разбирательств и поправок к законам о градостроительстве и защите памятников, были установлены ограничения для площади строительства зданий у выявленных памятников наследия, максимальная высота которых должна была составлять 40 метров. Одновременно зампред комитета по госконтролю, использованию и охране памятников истории и культуры Правительства Санкт-Петербурга Алексей Разумов совершил попытку изменить «план границ территории» Ниеншанца, по которому территория памятника была бы существенно уменьшена, в частности, из её состава должна была исключена вся центральная часть. Росохранкультура отреагировал заявлением, что Алексей Разумов не наделен полномочиями устанавливать или менять границы.
Несмотря на установленные ограничения на высоту зданий в 40 метров (+ 10 %), aдминистрация Валентины Матвиенко утвердила предельную высоту 403 метра для строительства небоскрёба. Росохранкультура обозначила прокуратуре Санкт-Петербурга просьбу принять меры реагирования, так как Росохранкультура не может осуществить полномочия, в частности, устранить выявленные нарушения органами государственной власти субъекта РФ и привлечь к ответственности должностных лиц. Реакция последовала 21 июля 2010 года, когда Конституционный суд вынес определение по одному из трёх исков противников «Охта центра», усиливающее позиции противников строительства. КС признал, что нормы градостроительного законодательства, позволившие городским властям утвердить высоту небоскрёба, должны применяться лишь в совокупности с системой российского и международного права, касающегося сохранения культурного наследия.
1 июня 2010 года под растущем давлением уже международной общественности было решено остановить работы по строительству Охта-центра, на этот момент в рамках строительства была осуществлена выемка грунта под заливку свай-баретт и заливка их бентонитом. В декабре 2010 года губернатор Петербурга Валентина Матвиенко объявила о решении перенести возведение небоскрёба на охтинский мыс вдали от исторических памятников. Возведение небоскрёба высотой в 462 метра по похожему проекту — Лахта-центра, завершено в 2018 году.

### Предполагаемое влияние на городские панорамы
В 2007 году компания RMJM и КГИОП предоставили результаты ландшафтно-визуального анализа восприятия высотного здания «Охта-центр». В анализе утверждалось, что новая градостроительная доминанта принципиально не изменила бы силуэт панорам и перспективных видов центральных набережных, площадей и улиц исторического центра Санкт-Петербурга. Результаты обоих исследований были представлены на заседании Комиссии по рассмотрению и реализации стратегических проектов на территории Санкт-Петербурга.
Центр экспертиз ЭКОМ подверг критике результаты экспертизы. По их мнению, на ряде фотомонтажей ось объектива фотографа была отклонена от линии до точки предполагаемого здания. Кроме того, графический анализ показал «существенную заниженность высоты, а, следовательно, и массивности изображенного здания небоскрёба». При этом в полном тексте экспертизы перечислялось множество точек, из которых здание было видно в силуэте городских панорам, и одновременно писалось, что «новая градостроительная доминанта принципиально не изменила бы» этот силуэт.
Летом 2009 года специалистами Санкт-Петербургского городского отделения Всероссийского общества охраны памятников истории и культуры и Центра экспертиз «Эком» был проведён ландшафтно-визуальный анализ, демонстрировавший влияние башни Охта-центра на городские панорамы объектов культурного наследия и международными обязательствами России по охране объекта всемирного культурного наследия — исторического центра Санкт-Петербурга. Осенью того же годам свою экспертизу предоставил ООО «Институт территориального развития».

Коллажи, выполненные Всероссийским обществом охраны памятников истории и культуры
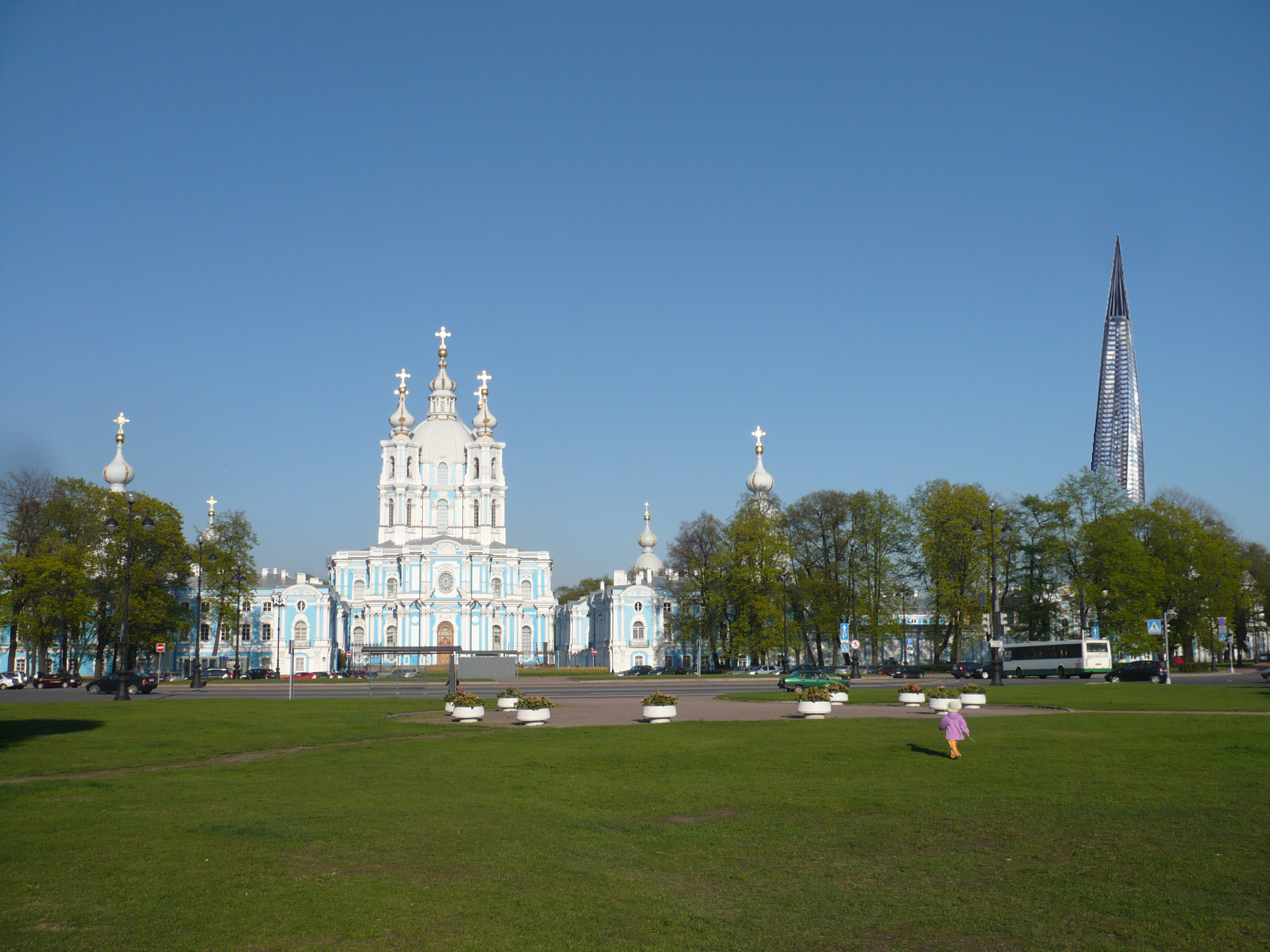
Вид на Смольный собор с площади Растрелли
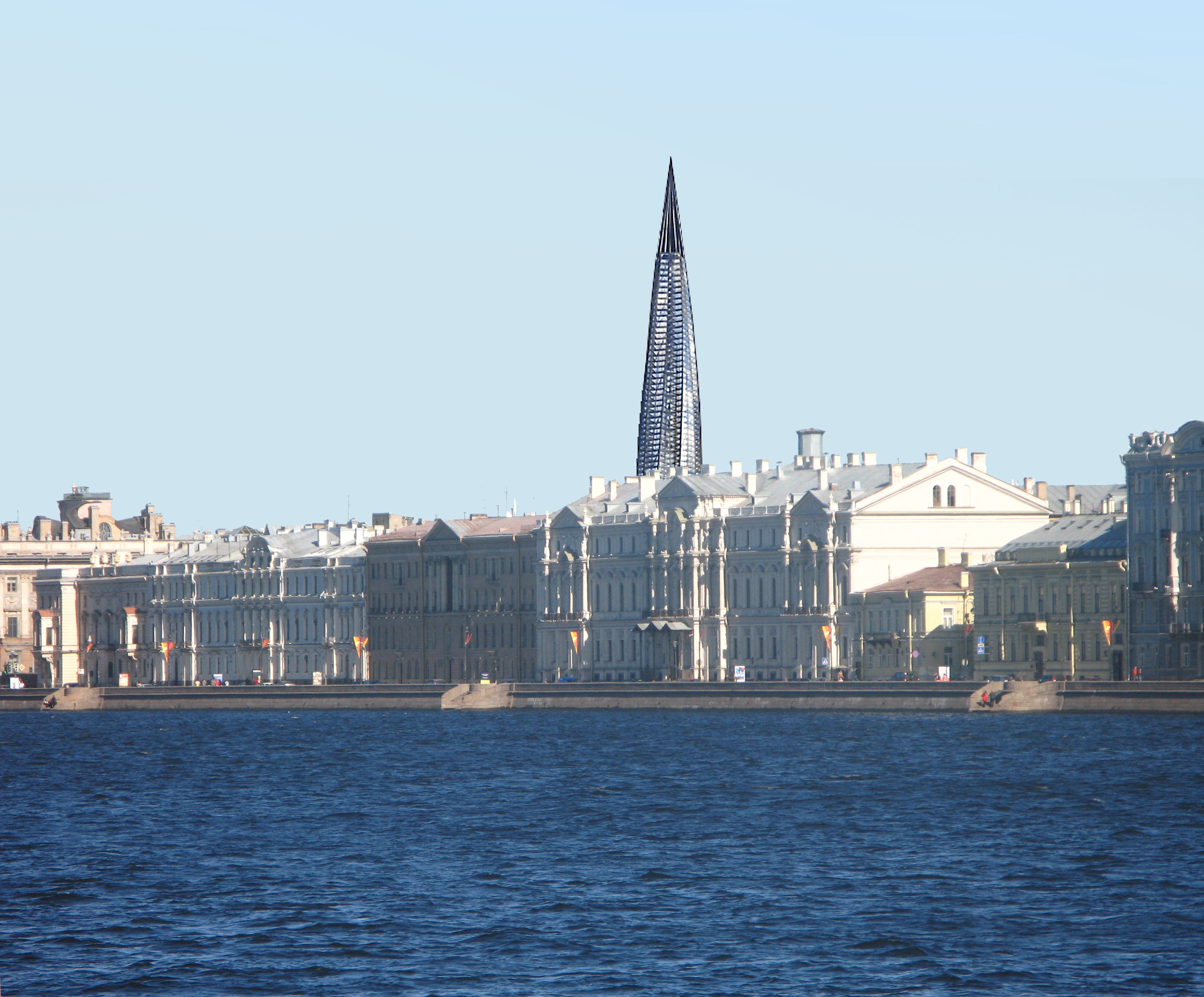
Вид на Дворцовую набережную со Стрелки Васильевского острова
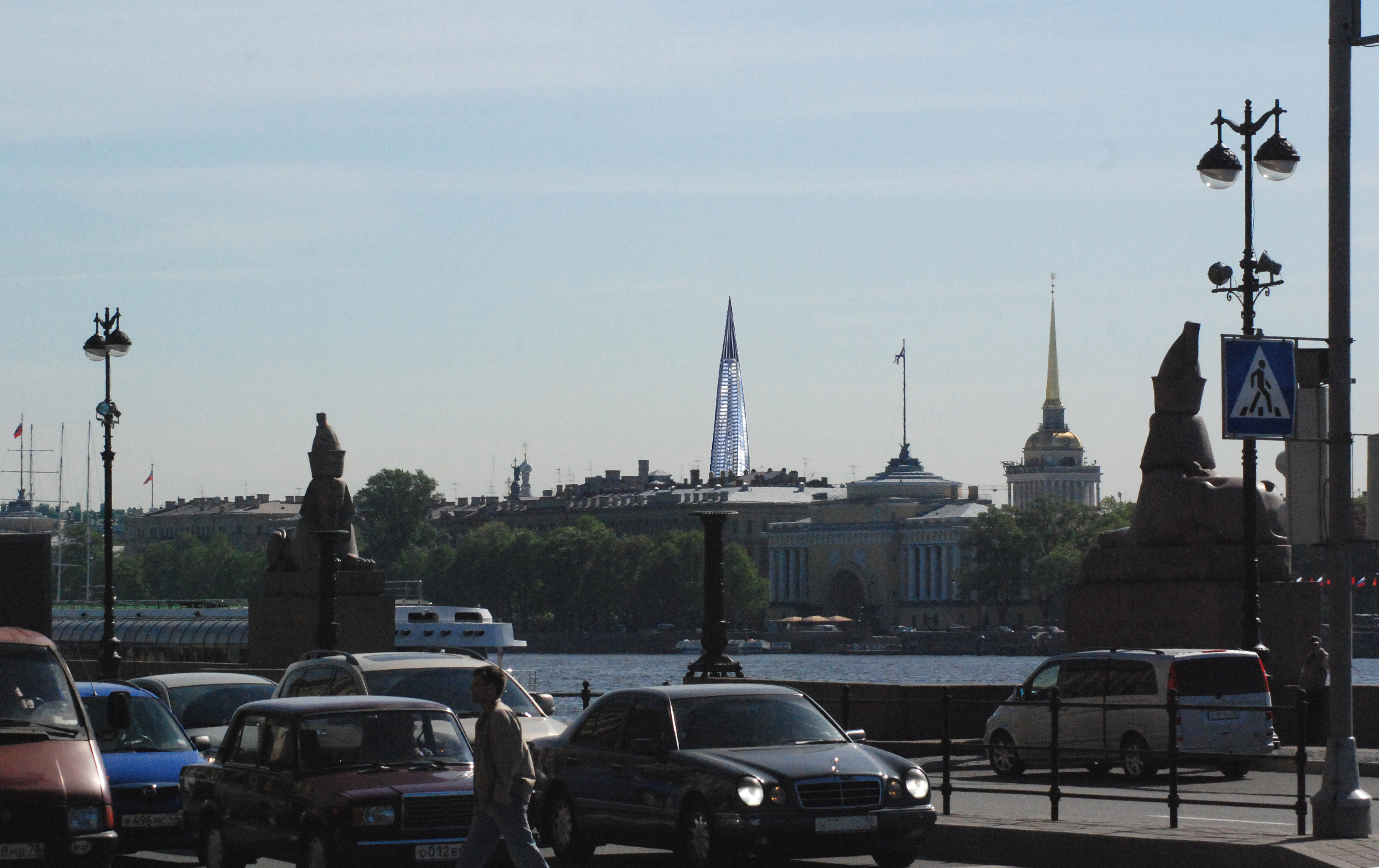
Вид на Адмиралтейскую набережную от сфинксов
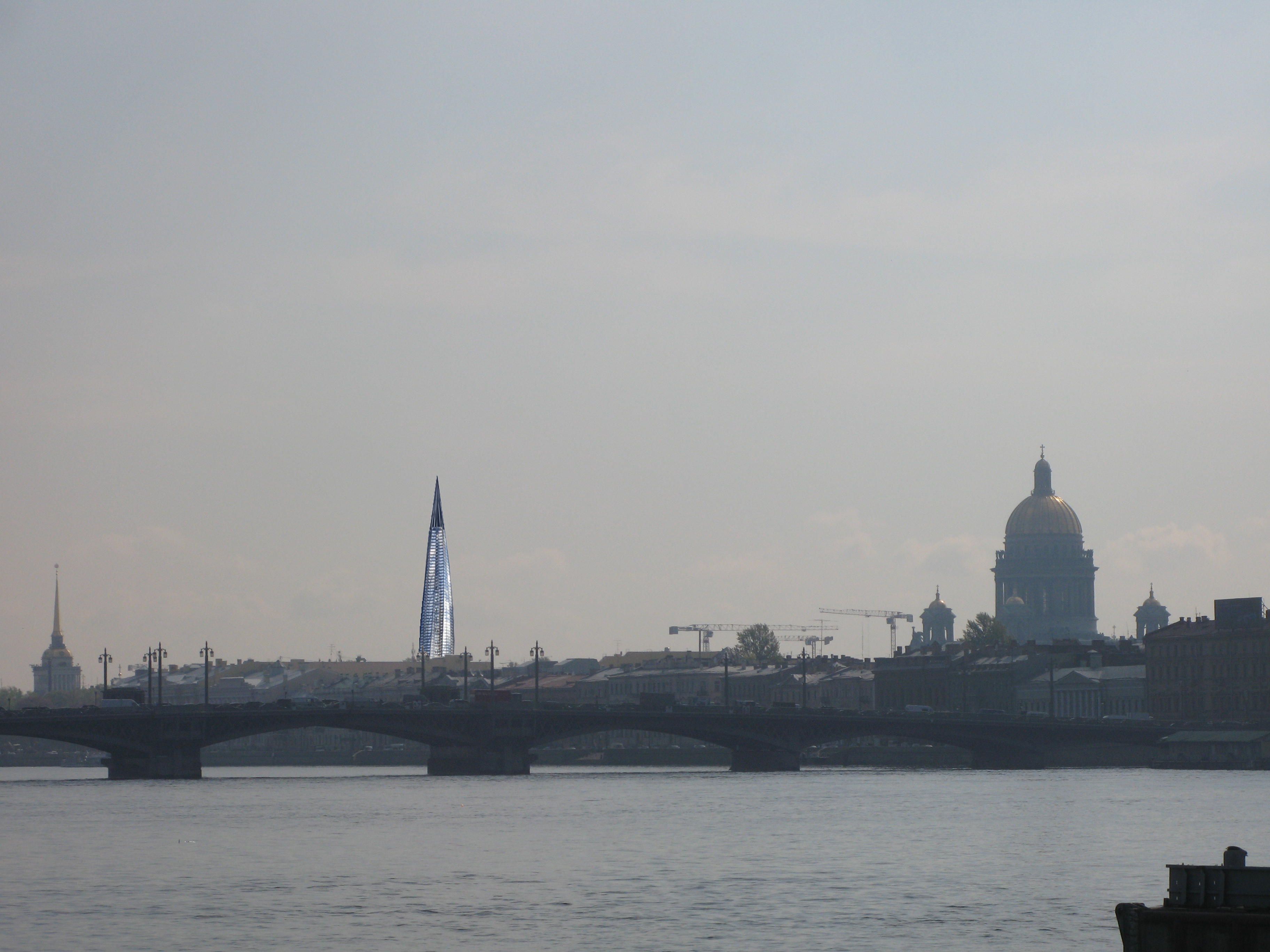
Вид на Благовещенский мост с набережной Лейтенанта Шмидта от 16—17-й линий

## Агитационные видео на телевидении
В декабре 2007 года был начат показ агитационных видео в поддержку строительства «Охта центра», которые транслировались федеральными каналами в рамках блоков региональной рекламы. Каждый ролик был выполнен в виде живого интервью с юной девушкой в качестве корреспондента. В трёх роликах в качестве интервьюируемых выступали известные петербуржцы — Сергей Мигицко, Михаил Боярский, Валерий Гергиев. В другом ролике в качестве респондента изображался случайный прохожий-москвич, сожалевший, что «Охта центр» планируют построить в Санкт-Петербурге, а не в Москве (недоступная ссылка).
Во всех роликах респонденты положительно отзывались о тех или иных грядущих в Санкт-Петербурге переменах. Например, в одном из роликов Сергей Мигицко, одетый в атрибутику местного футбольного клуба «Зенит», выигравшего в 2007 году чемпионат России по футболу и пользующегося большой популярностью в городе, выражал сожаление по поводу демонтажа на Крестовском острове стадиона им. С. М. Кирова, но также пояснил, что строительство нового стадиона на месте старого — благо для города. В конце ролика в течение нескольких секунд демонстрировался логотип «Охта-центра».
Весной 2008 года в эфире появился ролик, где интервью журналистка берёт у жителей Парижа, поясняющих, что постройка небоскрёбов в их городе положительно сказалось на его архитектурном облике, осенью 2008 года — ролик с Дмитрием Месхиевым, аналогичный предыдущим.

## Критика строительства

### Критика со стороны архитекторов
Ещё в июле 2006 года Валентине Матвиенко было направлено коллективное обращение Санкт-Петербургского союза архитекторов, подписанное его президентом Владимиром Поповым, где утверждалось, что небоскрёб разрушит облик города. Их поддержал Союз архитекторов России, заметив, что конкурс нарушал все международные и отечественные нормы и правила". В знак протеста союз бойкотировал конкурс, из-за чего все проекты оказались иностранными. На самом конкурсе трое из четырёх приглашённых в жюри зарубежных архитекторов (Норман Фостер, Кисё Курокава и Рафаэль Виноли) вышли из состава жюри, направив в Смольный официальное письмо, в котором выразили своё отрицательное отношение к конкурсному заданию и обращали внимание администрации города на опасность «агрессивного воздействия высотного здания на силуэт города». В июне 2007 года на заседании градостроительного совета города абсолютное большинство выступавших выражали неприятие проекта. Поскольку в пресс-релизе «Газпрома» появилась совершенно противоположная информация, подхваченная некоторыми СМИ, архитекторы сочли нужным подтвердить свои выступления.
Своё мнение по поводу проекта выразил Крис Уилкинсон, глава британского архитектурного бюро Wilkinson Eyre Architect, в интервью с корреспондентом REGNUM сказал: «Занимаясь разработкой любого проекта, надо сохранять как можно больше от архитектурного наследия прошлого, а современная архитектура должна быть очень деликатной… Поэтому в данном случае, в случае проекта небоскрёба „Охта-центр“, всё будет зависеть от его расположения по отношению к центру Санкт-Петербурга. Чем дальше будет это здание, тем лучше». В 2009 году, в союзе архитекторов была организована выставка «Небоскрёб вне закона», на которой были представлены фотомонтажи, показывающие как башня «Охта-центра» могла бы исказить панораму города. Александр Кононов, заместитель председателя петербургского отделения Всероссийского общества охраны памятников и культуры, открывая выставку, заявил: «В отображении концепции строительства небоскреба её сторонниками допускаются многочисленные искажения информации. Вот, собственно, это и подтолкнуло нас к тому, чтобы начать кампанию и донести до горожан и власти то, что на самом деле может последовать за появлением башни».

### Критика со стороны ЮНЕСКО
В начале декабря 2006 года ситуацией вокруг планируемого строительства заинтересовалось ЮНЕСКО, заметив, что Россия нарушила условия участия, не сообщив организации о планируемом проекте, который мог бы нарушить визуальную целостность охраняемых объектов. На 31-й сессии в Новой Зеландии было замечено, что проект Охта Центра «планы, предоставленные страной-участницей 18 января 2007 года и 5 марта 2007 года, не соответствуют требованиям комитета, а также не содержат чётких границ и буферных зон всех объектов, включая Ленинградскую область», и была принята настоятельная рекомендация к органам власти России «приостановить реализацию проекта, включая разрешения на проведение работ, пока все относящиеся к делу материалы не будут рассмотрены и не будет проведена всесторонняя оценка угроз объекту всемирного наследия».
В ходе официального своего визита в Москву с 6 по 10 декабря 2007 года Франческо Бандарин встречался с представителями «Газпрома», архитектурного бюро RMJM и комиссии Российской федерации по делам ЮНЕСКО, где он указал, что альтернативы проекту башни, уважающие значение и дух Петербурга, могут и должны быть найдены, и призвал «Газпром» и власти Санкт-Петербурга работать в этом направлении. В июне 2008 года ряд СМИ опубликовали заявление Франческо Бандарина о готовности внести Санкт-Петербург в «чёрный» список мировых ценностей, находящихся в опасности. Это было отражено в итоговом документе проходившей в Канаде 32-й сессии ЮНЕСКО.
Летом 2009 года 33-я сессия Комитета Всемирного наследия ЮНЕСКО в своём итоговом документе зафиксировала претензии к России по Санкт-Петербургу, в том числе призвав страну-участницу «приостановить работу по этому проекту и предоставить изменённые проекты в соответствии с федеральным законодательством, вместе с независимой оценкой воздействия на окружающую среду» После того, как власти Петербурга приняли решение приостановить проект строительства, ЮНЕСКО выразила свою благодарность российской стороне.

### Критика со стороны министерства культуры, деятелей науки и культуры
8 октября 2009 года министр культуры России Александр Авдеев высказался против строительства: «Наше мнение отрицательное. Я как министр культуры против строительства такой башни, моё мнение разделяют и другие сотрудники министерства. Мы будем принимать решительные меры, чтобы не допустить возведения небоскрёба». В октябре 2009 года министр культуры РФ направил в прокуратуру Санкт-Петербурга заключение Росохранкультуры, указывавшие на грубые нарушения законодательства при разрешении высотных параметров проекта.
Ряд известных представителей интеллигенции (Эдита Пьеха, Елена Образцова, Светлана Крючкова, Игорь Скляр, Дуня Смирнова, Инна Чурикова, Юрий Мамин, Олег Басилашвили и др.) записали на сайте «SOS — Петербург» видеообращения с требованием к властям прекратить строительство небоскреба. Директор Эрмитажа Михаил Пиотровский в интервью британской газете The Guardian также выступил против строительства небоскрёба на берегу Невы, поскольку тогда «исторический облик города будет искажен, это будет выглядеть вызовом». Свою позицию Михаил Пиотровский повторил 13 ноября на круглом столе «Основание нового Петербурга — путь к спасению Петербурга исторического», где его поддержали известные российские архитекторы. Прозвучали заявления что по действующему высотному регламенту высота строительных объектов на предусмотренном для «Охта-центра» участке не может превышать 48 м. Однако губернатор города Валентина Матвиенко уже заявила, что готова пересмотреть высотный регламент, не согласившись пересмотреть место строительства.

### Критика со стороны политических партий и общественных организаций
С самого начала реализации проекта активное противодействие строительству оказали оппозиционные политические партии Санкт-Петербурга: «Яблоко», КПРФ, «Справедливая Россия» По мнению члена партии «Единая Россия» Вячеслава Макарова и ряда экспертов, политические партии сделали борьбу с «Охта-центром» важной частью своей политической программы, используя критику проекта для наращивания политического капитала
С критикой проекта выступали общественные организации «Живой город», «Охтинская дуга», группа ЭРА, центр экспертиз ЭКОМ и представители оппозиционных политических партий. С подробностями противодействия со стороны других организаций можно ознакомиться на странице Градозащитники Петербурга.

### Позиция правящей партии
Согласно сообщению «Коммерсанта», «президент Дмитрий Медведев поддержал позицию Комитета всемирного наследия ЮНЕСКО, призывающего приостановить все работы по проекту строительства в Санкт-Петербурге 400-метрового небоскреба „Охта-центра“ и рассмотреть альтернативные варианты его высоты». По мнению представителей Росохранкультуры, после напутствий президента госпожа Матвиенко могла бы добровольно отменить скандальное постановление о строительстве небоскрёба.
12 октября 2010 года Дмитрий Медведев впервые публично высказал своё мнение по поводу строительства небоскреба и выразил мнение, что строительство такого объекта может быть начато только после завершения всех споров в судах и консультаций с ЮНЕСКО.
«Для Питера крайне важно, чтобы появлялись какие-то новые центры развития, появлялись архитектурные доминанты, ну, если хотите, новый даун-таун. Но надо ли это делать рядом со Смольным? Это очень большой вопрос, очень большой вопрос. Я навскидку могу предложить десяток мест, которые эта башня бы украсила. И вокруг неё можно что-то создавать», — в частности сказал Д. Медведев.
Тогда председатель партии и ныне президент Владимир Путин на пресс-конфреренции выразил свою нейтральную позицию по проводу небоскрёба; «Это дело региональных властей: губернатора, депутатов, Законодательного собрания. Вопрос места должны решить местные власти, а такое здание городу точно не повредит. Вопрос в том, где собираются строить эту башню — на Охте. Я там жил почти 5 лет и знаю, что там за культурные ценности», также, уточнив, что городу «нужен „свежий воздух“, центры, которые давали бы толчок развитию деловой активности». Путин отметил, что понимает «озабоченность тех, кто говорит, что это слишком близко к историческому центру». «И я разделяю эту озабоченность, я не утверждаю, что это лучшее решение, но я не хочу влиять на принятие решения», — заявил президент и добавил: «Не нужно эти решения на меня перекладывать. У меня своих проблем хватает».

## Археологические раскопки на территории Охтинского мыса
Ещё в 2001 году территория между Невой и левым берегом устья Охты была официально объявлена археологическим памятником и взята под охрану государства. Таким образом, ОДЦ «Охта», планируя строительство, обязан был сначала профинансировать археологические исследования на этой территории. Общая территория раскопок составила более 40 000 квадратных метров, в ходе исследования был выявлен ряд археологических памятников, изучены культурные слои и сооружения эпох неолита — раннего металла — Средневековья, Нового времени. Укрепления Ландскроны, изученные к настоящему времени, занимают территорию около 12 000 квадратных метров. Обнаружены также укрепления Ниеншанца — двух периодов его существования.

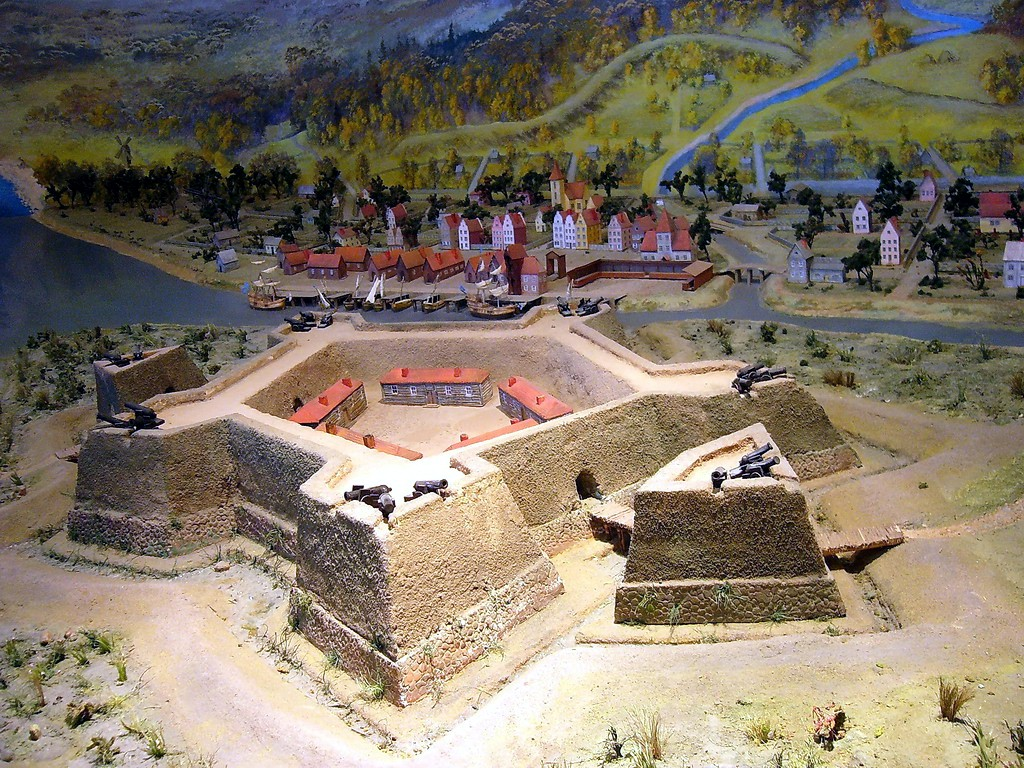
Макет крепости Ниеншанц

В результате раскопок, проведённых на месте предполагаемого строительства, были выявлены многочисленные археологические памятники и изучены культурные слои и сооружения эпох неолита — раннего металла, средневековья, нового времени. Руководитель Санкт-Петербургской археологической экспедиции Института истории материальной культуры Российской академии наук Петр Сорокин заметил, что «выявленный многослойный памятник, на котором, как в Трое, можно одновременно наблюдать части сооружений разных периодов истории, уникален не только с научной, но и с экспозиционной точки зрения». По некоторым сведениям, археологи, по условиям договора с Газпромом, не имели права приглашать журналистов и освещать в широкой прессе свои находки.
Несмотря на результаты раскопок, их было решено остановить решением ОДЦ «Охта» и КГИОП Санкт-Петербурга, на завершение археологических исследований был объявлен конкурс, в котором Санкт-Петербургская археологическая экспедиция отказалась принимать участие, так как в выданной ОАО ОДЦ «Охта» тендерной документации отсутствовало сводное заключение экспертов специальной комиссии, также представленное в документации Заключение КГИОП о режиме использования соответствующего земельного участка противоречило действующему законодательству; помимо этого в конкурсной документации указывались нереальные сроки проведения работ, искажённые параметры раскопок, план завершённых археологических исследований содержал ошибочную информацию, а в тендерной документации была указана не полная площадь неисследованной территории, попадающей в границы красных линий предполагаемого строительства.
Тем не менее, конкурс был проведён и выигран руководством ИИМК РАН. Санкт-Петербургская археологическая экспедиция сравнила ситуацию с типичным рейдерским захватом и сообщила, что раскопки средневековых крепостей производятся людьми далекими от знания средневековой фортификации. Также было сообщено о существенном разрушении верхней части Карлова бастиона и создании угрожающей ситуации вокруг части выявленных раскопками экспедиции исторических фортификационных сооружений — южных рвов Ландскроны, а также Карлова и Гельмфельтова бастионов Ниеншанца. Представители Санкт-Петербургской археологической экспедиции не допускались на территорию объекта и не могли влиять на обеспечение сохранности памятника. Руководство новой экспедиции тем временем не принимало каких-либо шагов для сохранения памятника, что квалифицировалось Санкт-Петербургской археологической экспедицией как доведение объекта исторического наследия до разрушения.
Несмотря на несомненную ценность найденного памятника для археологии, мнения специалистов по поводу его дальнейшей судьбы разошлись. Например одни археологи, такие, как Петр Сорокин высказывались за создание археологического парка на этом месте. Другие же археологи и специалисты по музейному делу признали утопичность такого рода идей, прежде всего, из-за невозможности сохранить памятник в открытом виде во влажном петербургском климате.
Директор Музея городской скульптуры Владимир Тимофеев и директор государственного музея-памятника «Исаакиевский собор» Николай Буров выразили мнение, что создание музея на месте раскопок потребовало бы больших денежных затрат. Директор Русского музея Владимир Гусев предложил в качестве альтернативы выставить найденный артефакты в Музее истории Санкт-Петербурга
На данный момент работы по консервации обнаруженных памятников на территории Охтинского мыса завершены. После переноса строительства Охта-центра в Лахту судьба участка на Охтинском мысу до сих пор не решена. Ряд экспертов выступают за частичную музеефикацию археологических объектов в сочетании с современным строительством.

## Общественное мнение
В сентябре-октябре 2006 года Социологический институт РАН провёл опрос мнения петербуржцев по поводу строительства на территории города небоскрёба. Против строительства высказалось 34 % опрошенных, в поддержку проекта выступило 24 %, ещё 25 % выразили нейтральную позицию, остальные не определились с ответом. Больше всего сторонников «Охта центра» наблюдалось среди респондентов более молодого возраста, с повышением возраста опрашиваемых отношение к этому проекту менялось в негативную сторону. В ноябре 2006 года газета «Санкт-Петербургские ведомости» также провела собственный опрос. Вопрос был сформулирован следующим образом: «Считаете ли вы возможным строительство 300-метрового небоскрёба на месте крепости Ниеншанц (у Большеохтинского моста)?». 90 % опрошенных высказались против строительства небоскрёба напротив Смольного.
В июле 2007 года против строительства небоскрёба было собрано более 10 тысяч (10 821) подписей. Как отмечали СМИ, основная масса подписавшихся — молодёжь. Кроме того, среди поддержавших акцию — известные учёные и деятели культуры, академики РАН и университетские профессора, писатели и архитекторы, художники и представители театрального и музейного сообществ Петербурга, известные журналисты.
В 2008 и 2009 годах разными компаниями и новостными агентствами проводились опросы среди жителей, при этом результаты могли заметно отличаться, так например по результатам телефонного опроса, заказанного «Агентством социальной информации» и проведённого опроса среди 2000 респондентов тем же агентством, строительство небоскрёба поддержали 46,5 % и 45 % опрошенных. Результаты опроса компании «Ромир» показывали даже более высокую оценку — свыше 50 %.
Одновременно результаты других организаций имели значительные отличия, в частности согласно результатам независимого социологического исследования Центра мониторинга социальных процессов СПбГУ, положительно к строительству относились лишь 25,1 % и 51,3 % отрицательно. Репрезентативность выборки была обеспечена случайным отбором телефонных номеров из полного районированного массива телефонов жителей Санкт-Петербурга. Похожий результат показал и опрос, проведённый ВЦИОМ среди 1 200 жителей, где положительно к строительству относились 23 % опрошенных. Интересная статистика наблюдалась в красногвардейском Районе, где количество сторонников небоскрёба увеличивалось до 35 %, но одновременно и увеличивалось количество противников — 46 %. Согласно данным опроса компании «Той-Опинион», который был проведён по заказу центра экспертиз, выяснилось, что 40,2 % опрошенных категорически против выступали строительства и лишь — 6,9 % выражали абсолютную поддержку.

### Противодействие строительству «Охта-центра»

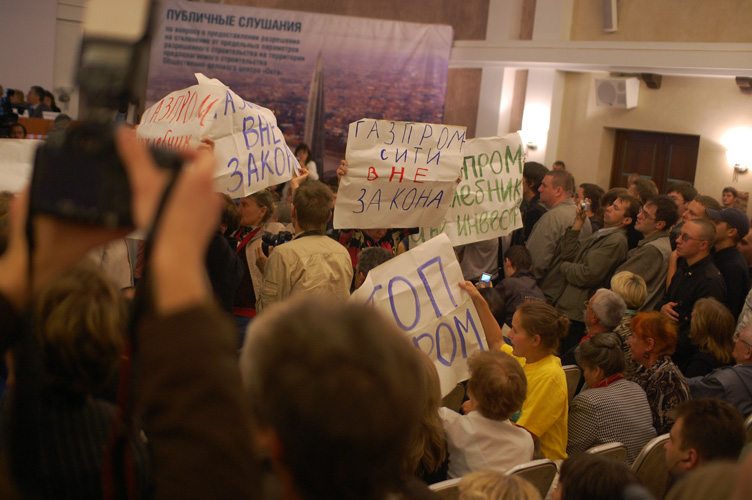
Публичные слушания 1 сентября 2009 года

Общественное движение «Живой город» в числе основных задач назвало недопущение строительства небоскреба вблизи исторического центра Петербурга. 8 сентября 2007 года в Санкт-Петербурге состоялся марш противников строительства «Охта-центра». О масштабе мероприятия говорит то, что в комитет общественной поддержки Марша за сохранение северной столицы вступили режиссёр Александр Сокуров и народный артист России Сергей Юрский. В июне 2008 года, попытка проведения общественных слушаний практически была сорвана агитаторами-массовиками из «Ленфильма», за 400 рублей организовано перекрикивавшими мнения противников строительства. Также сотрудники ОМОНа выводили из зала и блокировали вход противникам, мотивируя это приказом не пускать. Тем не менее общественные слушания были признаны состоявшимися.
18 мая 2009 года Охтинская дуга планировала провести митинг против «Охта-центра», однако районная администрация запретила им проводить митинг. Поводом для отказа в согласовании митинга послужило то, что «проведение митинга вблизи Храма Успения Пресвятой Богородицы может отразиться на работе храма и проведении церковной службы». Охтинская дуга при поддержке организации ЭКОперестройка обратилась в суд. Группа граждан-жителей г. Санкт-Петербурга обратилась в суд с требованием признать незаконной целевую программу по строительству Газпром-сити. После отрицательного решения городского суда дело было передано в Верховный суд. Тот отменил вынесенное ранее решение петербургского горсуда, отказавшегося признать незаконной городскую целевую программу о строительстве делового центра на Охте, и отправил дело на повторное рассмотрение. Дело было рассмотрено в новом составе суда. Суд также вынес решение о возможности строительства. Дело снова было передано в Верховный суд, который, признав нарушение законов правительством и городским судом, тем не менее принял решение о допустимости такого нарушения, т.о. в иске граждан отказано.

## Итоги

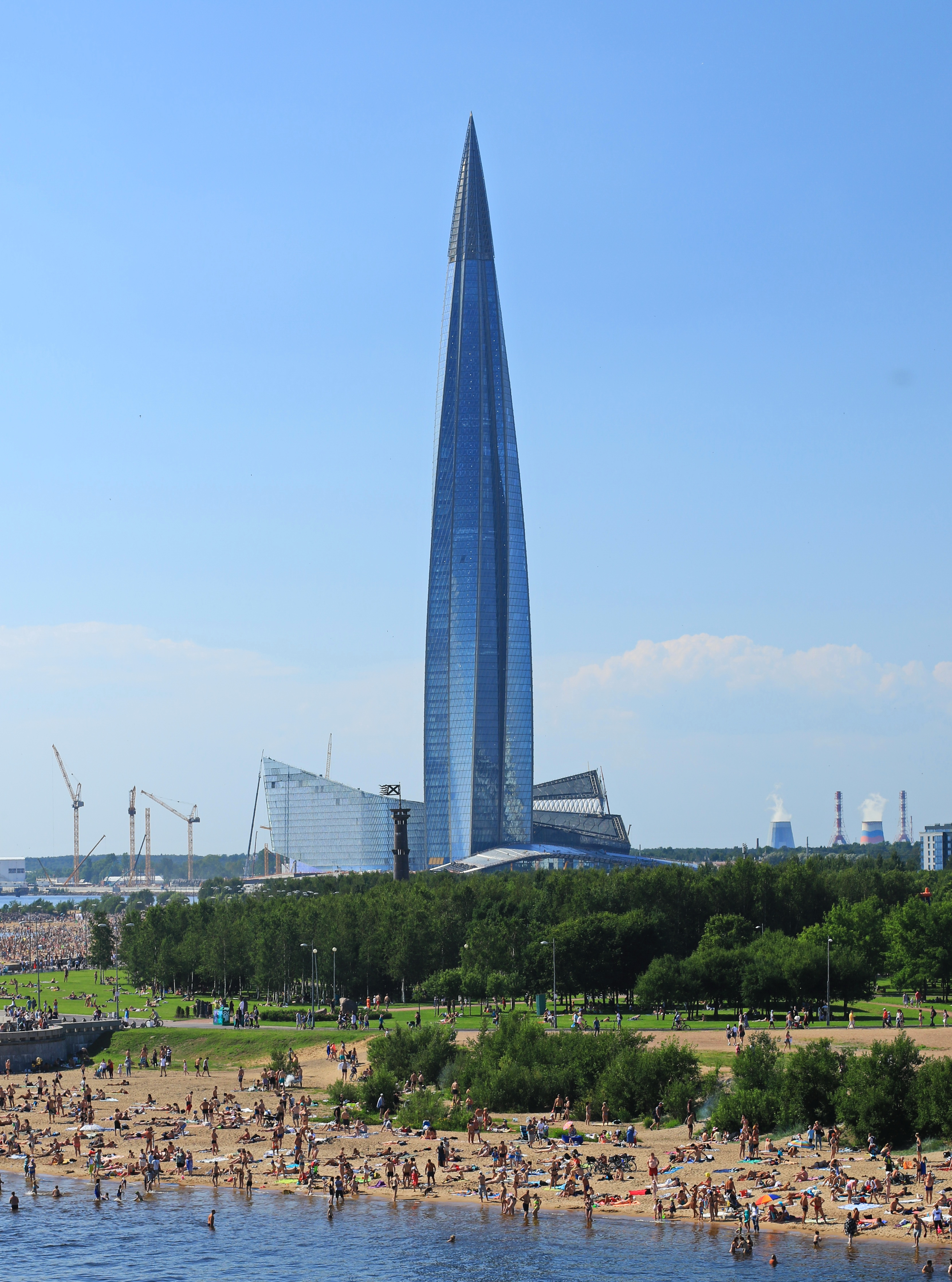
Охта-центр, отныне именуемый Лахта-центром был всё же построен на берегу Финского залива.

Отмена строительства Охта-Центра расценивалась градозащитниками и оппозицией, как крупная победа общественности над проектом, который нарушал все нормы и законы, но агрессивно лоббировался Газпромом и государством. Введение новых правил городским судом, требующих не превышать высоту застройки в 40 метров, рядом с историческим центром, поставило под угрозу возведение многих высотных доминант, которые угрожали городу брюсселизацией. Алексей Миллер, глава Газпрома заявил, что город оказался не готов принять новый символ XXI века. Редакция Новой Газеты заметила, что факт того, что город выдал «разрешение отклонения от предельных параметров» до 500 метров, подтверждает ангажированность суда и его действие не по законам. По мнению редакции небоскрёб нарушил бы небесную линию Петербурга, а наличие небоскрёба никак бы не повлияло на инвестиционный климат, который «зависит не от наличия небоскрёбов, а правового государства, независимого суда и принятием властных решений по закону, а не „по понятиям“».
Политик Михаил Делягин заметил, что строительство небоскрёба уничтожило бы исторический облик Санкт-Петербурга, одновременно башня тешила бы самолюбие чиновников питерской мэрии, с другой стороны инвестиционный климат города улучшился бы. По словам Филиппа Никандрова, архитектора, принимающего участие в проектировании Охта-Центра, после отмены строительства верховным судом, фактически было приостановлено проектирование и возведение 120 проектов на территории промышленного пояса вокруг исторического центра. Архитектор заметил, что Газпром на фоне запрета принял правильное решение не забрасывать свой проект, а перенести его на берег Финского залива, чтобы здание могло формировать морской фасад города и «выступать флагманом агломерации почти в центре кольца лагуны Финского залива, опоясанного кольцевой автомагистралью».
Протесты против возведения Охта-центра привели к усилению позиции градозащитных организаций в городе. Споры вокруг возведения небоскрёба совпали с отставкой губернатора Валентины Матвиенко, которая лоббировала строительство новых проектов, в том числе и Охта-центра. Помимо этого, КГИОП добровольно покинула его председатель Вера Дементьева, в своё время дававшая многочисленные разрешения на снос исторических зданий. Также после событий 2011 года начался процесс вытеснения известных архитектурных студий. Усиленная позиция градозащитников привела к тому, что они стали способны останавливать большинство новых проектов в центре города через оспаривание в суде, организации митингов или саботирования скандалов через медийные средства, в результате это привело к ухудшению инвестиционного климата в городе.
От строительства Охта-центра было решено не отказываться, в итоге перенеся проект на лахтинский залив и переименовав в Лахта-Центр. Новый проект не вызывал таких явных споров, а его строительство, идущее с 2012 года завершилось в 2021 году.

## Отражение в культуре
Строительство Охта-центра нашло своё отражение в культуре, в частности, он стал прообразом высотного здания, вокруг которого разворачивается действие романа Александра Новикова «Башня». Охта-центру был посвящён ряд песен.
Название «Охта-Центр» носит один из журналов Интернет-издательства «Контрольный листок» (выходит с 2013 года и использует нереализованный проект Охта-центра как символ).
Платформа левых художников, интеллектуалов и активистов «Что делать?» завершила свой триптих социальных мюзиклов видеофильмом «Башня. Зонгшпиль» (2010), посвящённым социально-классовому анализу ситуации вокруг строительства комплекса Охта-Центр. В фильме заседающие представители элиты, ведущие циничные разговоры и провозглашающие торжественные речи по поводу возведения башни, противопоставляются угнетённым социальным группам (Интеллигенты, Рабочие, Пенсионеры, Уволенные клерки, Гастарбайтеры, Девушки). Проект был впервые представлен в мае 2010 года на Сиднейской Биеннале и на выставке «The Potosí Principle» в Национальном музее Рейна София в Мадриде.